# Spicomellus
Spicomellus (лат.) — род растительноядных птицетазовых динозавров из инфраотряда анкилозавров. Ископаемые остатки животного были найдены на территории Марокко в геологических слоях, датируемых средней юрой (около 168,3—163,5 миллионов лет). Представлен единственным видом — Spicomellus afer. В настоящее время экземпляр является частью коллекции Музея естественной истории Лондона. Представляет собой самого раннего из известных анкилозавров и первого, открытого на территории Африки.

## История находки
Образец приобрёл Музей естествознания у компании Moussa Direct Ltd., базирующейся в Кембридже и занимающейся поиском окаменелостей в коммерческих целях, в 2019 году. С помощью компьютерной томографии сотрудник музея и ведущий эксперт в изучении стегозавров Сюзанна Мейдмент определила подлинность окаменелости. Посещения мест обнаружения остатков в области Фес — Мекнес в 2019 и 2020 годах не помогли установить точное место находки. Однако, изучение седиментологии и стратиграфии района позволили определить, что геологическая формация состоит из мелководных морских и континентальных смешанных обломочных, эвапоритовых и карбонатных отложений.
Сюзанна Мейдмент предположила, что ископаемые остатки могли принадлежать роду Adratiklit из группы стегозавров, найденного в том же районе, но структура кости, показанная сканированием, указывала на представителя анкилозавров.
Род Spicomellus и единственный вид S. afer назвали и описали в 2021 году палеонтологи Сюзанна Мейдмент (Susannah Maidment), Торстен Шейер (Torsten Scheyer), Эмили Браун (Emily Brown), Винсент Фернандес (Vincent Fernandez), Зерина Йохансон (Zerina Johanson), Дрисс Уархаш (Driss Ouarhache), Томас Рэйвен (Thomas Raven) и Пол Барретт (Paul Barrett). Название рода означает «колючий ошейник», от лат. spica — «шип» и mellum — собачий ошейник с острыми шипами для защиты от волков. Видовое название означает «африканец» и содержит отсылку к географии находки.

## Описание и изучение
Голотип (образец NHMUK PV R37412) был найден в геологических слоях формации Эль-Мерс III (англ. El Mers III Formation), относящейся к средней юре (батский—келловейский ярусы; около 168,3—163,5 миллионов лет), в местонахождении Булафа (Boulahfa), к югу от города Бульман. Экземпляр представляет собой слегка изогнутый фрагмент спинного ребра, сращённого с плоской пластинчатой остеодермой и имеющий 4 удлинённых конических шипа, выступающих из его верхней поверхности, что является невиданной ранее морфологией как среди вымерших, так и у ныне живущих позвоночных. Гистологический анализ подтвердил, что образец голотипа принадлежит представителю инфраотряда анкилозавров.

### Размер и отличительные особенности
По оценкам палеонтологов, общая длина тела найденного экземпляра оценивается примерно в 3 метра, что является довольно небольшой по сравнению с другими известными анкилозаврами. Панцирные динозавры юрского периода были в основном относительно небольшие по размеру, длина их тела не превышала 4 метров. Например, представители родов Mymoorapelta и Gargoyleosaurus имели длину около 3 метров каждый. Большинство анкилозавров мелового периода имели длину тела более 5 метров.
Сохранившееся ребро в длину около 25 сантиметров и имеет Т-образное поперечное сечение. На внешней стороне ребра расположены 4 длинных шипа конической формы. Их форма сильно отличается от других известных остеодерм представителей клады Eurypoda, у которых шипы обычно имеют форму киля над плоской широкой опорной пластиной. Основания шипов бесшовно соединены с ребром. Эта характеристика в настоящее время неизвестна ни у одного другого позвоночного. Остеодермы анкилозавров обычно располагались в слоях кожи, предположительно над мышечным слоем.

## Систематика
Spicomellus afer был восстановлен в качестве базального представителя инфраотряда анкилозавров, что делает его одним из самых ранних известных представителей данной группы динозавров. Филогенетический анализ предполагает, что клада отделилась от своего сестринского таксона Stegosauria в конце ранней юры, но записи окаменелостей обеих клад редки до поздней юры (~ 150 миллионов лет назад). Более того, анкилозавры почти полностью ограничены бывшими Лавразийскими континентами. Spicomellus afer заполняет важный пробел в эволюции анкилозавров и указывает, что вскоре после их появления анкилозавры достигли глобального распространения. Ископаемый образец показывает нереализованное морфологическое разнообразие панцирных динозавров во время их ранней эволюции и предполагает наличие важной, но неоткрытой гондванской летописи окаменелостей.